# 934 (szám)
A 934 (római számmal: CMXXXIV) egy természetes szám, félprím, a 2 és a 467 szorzata.

## A szám a matematikában
A tízes számrendszerbeli 934-es a kettes számrendszerben 1110100110, a nyolcas számrendszerben 1646, a tizenhatos számrendszerben 3A6 alakban írható fel.
A 934 páros szám, összetett szám, azon belül félprím, kanonikus alakban a 21 · 4671 szorzattal, normálalakban a 9,34 · 102 szorzattal írható fel. Négy osztója van a természetes számok halmazán, ezek növekvő sorrendben: 1, 2, 467 és 934.
Érinthetetlen szám: nem áll elő pozitív egész számok valódiosztóösszeg-függvényeként.
A 934 négyzete 872 356, köbe 814 780 504, négyzetgyöke 30,56141, köbgyöke 9,77497, reciproka 0,0010707. A 934 egység sugarú kör kerülete 5868,49508 egység, területe 2 740 587,201 területegység; a 934 egység sugarú gömb térfogata 3 412 944 594,2 térfogategység.